# Club Atlético Estudiantes (fútbol femenino)
El Club Atlético Estudiantes, también conocido como «Estudiantes de Buenos Aires» y «Estudiantes de Caseros», es un club deportivo de Argentina. Su sede social y polideportiva principal, así como su asentamiento legal, se encuentra en la Av. Francisco Beiró 5175, en el barrio de Villa Devoto en la Ciudad Autónoma de Buenos Aires. Su estadio de fútbol se encuentra en Caseros, Tres de Febrero, en el Gran Buenos Aires. Su equipo femenino de fútbol femenino compite en la Primera División de Argentina.

## Historia
Sus comienzos en torneos oficiales de AFA fueron en el año 2018, en la Primera División B (segunda categoría del fútbol femenino de Argentina), en la temporada 2018-19, debutando como equipo incorporado. Disputó la Zona B, su primer partido fue una derrota 2-1 contra Deportivo Español de visitante, el 22 de septiembre de 2018. Acabó último en su zona con 1 punto, producto de 9 partidos perdidos, 1 empate y ninguna victoria. Por consiguiente se clasificó para la fase permanencia (aunque esa temporada no había descensos). Acabó antepenúltimo (10.º) con 17 puntos de 5 victorias, 2 empates y 15 derrotas. Su primera victoria oficial se dio el 21 de abril de 2019, derrotando de local a Deportivo Armenio 1-0, en la fecha 11 de la primera rueda de la fase permanencia.
Para la siguiente temporada el equipo mejoró notablemente su rendimiento, culminando 8.º (de 22 equipos participantes) con 34 puntos de 10 victorias, 4 empates y 7 derrotas. Clasificándose a la fase campeonato. Aunque luego el torneo fue suspendido después de la disputa parcial de la segunda fecha de la Fase Campeonato y de la tercera fecha de la Fase Permanencia, por las medidas gubernamentales para evitar la propagación de la COVID-19.
El Torneo Reducido de Ascenso 2020 fue la continuación luego de la cancelación, en el que Estudiantes participó ya que la primera fase de la temporada 2019-20 sirvió como clasificación de los diez primeros equipos (Estudiantes había terminado 8.º), se dividieron en 2 zonas y el Pincha formó parte de la Zona B, terminando anteúltimo con solo 2 puntos sin poder pelear por el ascenso.

### Ascenso a Primera División
En la temporada 2021, Las Matadoras logran llegar a la final del campeonato por el título, consiguiendo consigo el ascenso a la máxima categoría (las finalistas ascienden directamente, la final era para definir al campeón), luego de vencer 3-0 a Vélez Sarsfield en cuartos de final y en semifinales venciendo 2-1 por penales a Argentino de Rosario luego de un empate 0-0. En la final contra Ferro, en el Estadio Ciudad de Vicente López, Estudiantes se consagra campeón de la segunda división, habiendo dado vuelta el partido, Micaela Schneider selló el 1-1 mientras que, un minuto después, Marlen Campos estiró el resultado a favor de Las Pinchas de Caseros a 2-1. Junto a la consagración, Estudiantes se adueñó también del podio de las goleadoras ubicando en la cima a Marlen Campos como la máxima anotadora de la competencia con 25 goles en total.

## Jugadoras

### Plantel
Actualizado a marzo de 2023.

### Mercado de pases
| Altas        | Altas         | Altas                   | Altas                        |
| Nacionalidad | Posición      | Jugadora                | Origen                       |
| ------------ | ------------- | ----------------------- | ---------------------------- |
| Argentina    | Defensora     | Bettiana Sonetti        | Club Atlético Lanús          |
| Argentina    | Defensora     | Ailén Puchetta          | Club Atlético Lanús          |
| Argentina    | Mediocampista | Johanna Galliotti       | Club El Porvenir             |
| Argentina    | Delantera     | Anabella Verón          | Club Atlético Excursionistas |
| Paraguay     | Defensora     | Daniela Mereles         | Club Atlético River Plate    |
| Argentina    | Arquera       | Sabrina Artin           | Club Deportivo UAI Urquiza   |
| Argentina    | Delantera     | Selena Chamorra         | Club Comunicaciones          |
| Argentina    | Mediocampista | Melani Benítez          | Club Atlético Platense       |
| Argentina    | Mediocampista | Valentina Ahumada       | Club Atlético All Boys       |
| Argentina    | Defensora     | Florencia Cotrone       | Club Atlético Lanús          |
| Argentina    | Arquera       | Alejandra Cabrera       | San Luis FC                  |
| Argentina    | Defensora     | Andrea López Lajtermann | River Plate                  |
| Argentina    | Delantera     | Daiana Alaniz           | UAI Urquiza                  |
| Argentina    | Delantera     | Nicole Hain             | San Lorenzo de Almagro       |
| Argentina    | Mediocampista | Valentina Mansilla      | Noravank SC                  |
| Argentina    | Mediocampista | Nicole Simonetti        | Estudiantes de La Plata      |

| Bajas        | Bajas         | Bajas             | Bajas                      |
| Nacionalidad | Posición      | Jugadora          | Destino                    |
| ------------ | ------------- | ----------------- | -------------------------- |
| Argentina    | Delantera     | Magaly Badilla    | Club Atlético Lanús        |
| Argentina    | Mediocampista | Micaela Cabrera   | San Lorenzo de Almagro     |
| Argentina    | Mediocampista | Eliana Ceballos   | Club Atlético Lanús        |
| Argentina    | Mediocampista | Florencia Gamarra | Agente libre               |
| Argentina    | Mediocampista | Andrea Díaz       | Agente libre               |
| Argentina    | Delantera     | Micol Illaraz     | Agente libre               |
| Argentina    | Delantera     | Camila Rodríguez  | Agente libre               |
| Argentina    | Arquera       | Micaela Britez    | Social Atlético Televisión |
| Argentina    | Mediocampista | Brisa Galeano     | Club Atlético Lanús        |
| Argentina    | Delantera     | Aimel Salí        | Agente libre               |
| Argentina    | Arquera       | Julieta Gangemi   | Agente libre               |
| Argentina    | Delantera     | Iara Leiva        | Agente libre               |
| Argentina    | Delantera     | Guadalupe Donato  | Club Deportivo UAI Urquiza |
| Argentina    | Defensora     | Florencia Cotrone | Agente libre               |
| Argentina    | Delantera     | Daiana Alaniz     | San Luis FC                |
| Argentina    | Mediocampista | Lorena Benítez    | Palmeiras                  |

Fuentes:

## Palmarés
| Competición        | Campeón | Subcampeón | 3er Puesto |
| ------------------ | ------- | ---------- | ---------- |
| Primera División A |         |            |            |
| Primera División B | 2021    |            |            |